# Mysidia cinerea
Mysidia cinerea är en insektsart som beskrevs av Ronald Gordon Fennah 1945. Mysidia cinerea ingår i släktet Mysidia och familjen Derbidae. Inga underarter finns listade i Catalogue of Life.